# Chevalier-Hospitalier
Pour les articles homonymes, voir Chevalier.

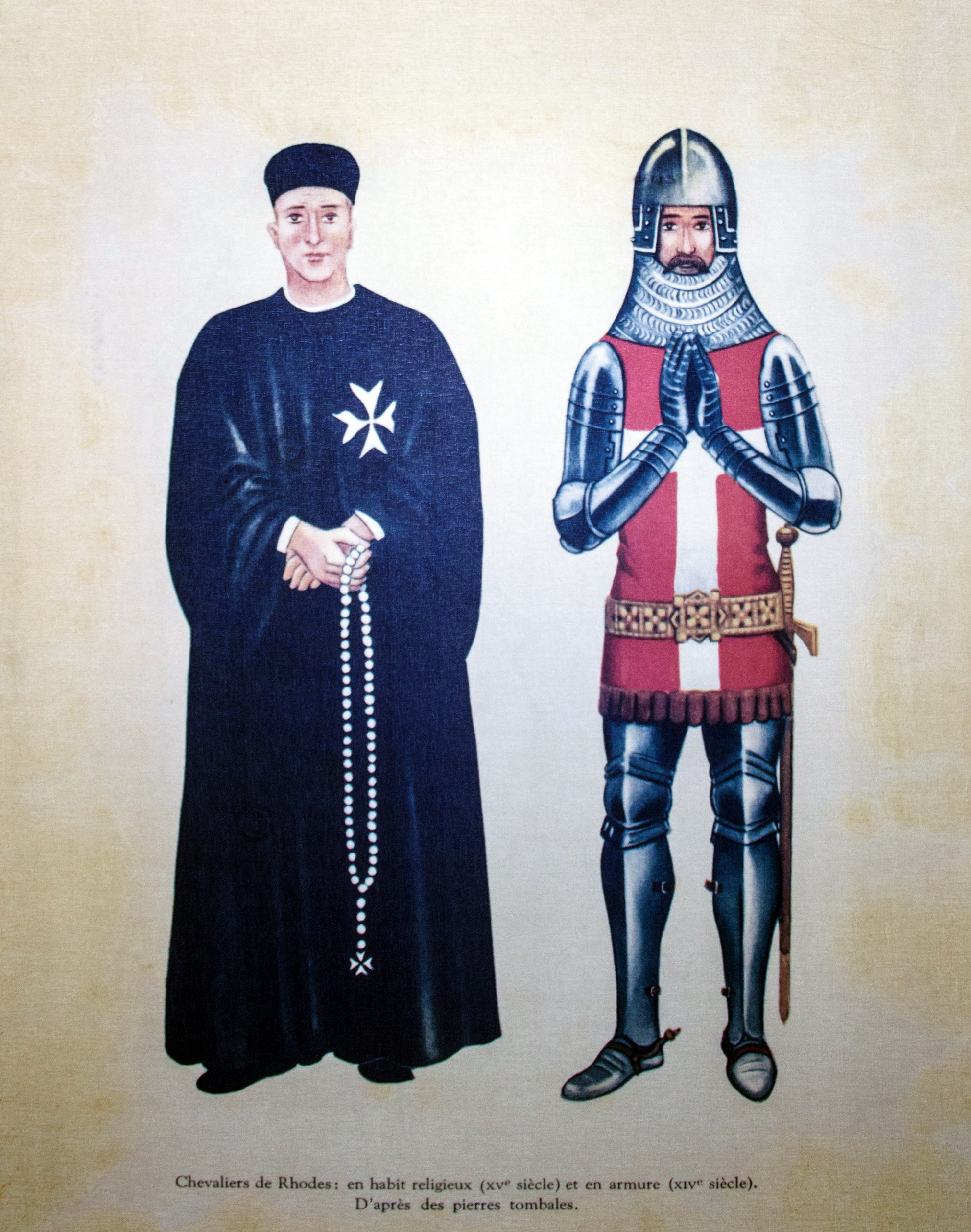
Chevalier de Rhodes, en habit religieux (XVe siècle) et en armure (XIVe siècle), d'après des pierres tombales.

Un chevalier-Hospitalier ou frère chevalier est le premier grade des Hospitaliers, ces moines-soldats de l'ordre de Saint-Jean de Jérusalem.
Après la perte des états latins d'Orient et l’installation de l'Ordre à Rhodes, les chevaliers de l'Ordre prennent le titre de chevalier de Rhodes. Lors de la souveraineté de l'Ordre sur Malte le titre est transformé en chevalier de Malte.

## Définition
Les chevaliers-Hospitaliers sont des moines-soldats suivant Bernard de Clairvaux qui est à l'origine de l'expression, des chevaliers profès, qui prononcent les quatre vœux de l'ordre de Saint-Jean de Jérusalem. Ce terme de chevalier hospitalier nécessite quelques précisions quant à ce qu'ils sont ou ne sont pas,, :
- un chevalier hospitalier n'est pas assimilable à un chevalier dans le siècle, entre autres, il n'y a pas d'adoubement pour un chevalier hospitalier ;
- un chevalier dans le siècle peut devenir chevalier hospitalier par son entrée dans l'Ordre ;
- un chevalier hospitalier n'est pas obligatoirement noble ;
- un noble n'est pas obligatoirement chevalier lors de son entrée dans l'Ordre.

Ces chevaliers hospitaliers ont été institués, malgré certaines réticences papales, à l'image des chevaliers templiers de l'ordre du Temple et des chevaliers teutoniques de l'ordre Teutonique. Il n'y a pas d'équivalence entre le statut d'un chevalier ou d'un noble dans l'Ordre et le statut d'un chevalier ou d'un noble dans le siècle, c'est-à-dire dans la société. Les choses évolueront à partir du XIVe siècle avec une certaine « aristocratisation » de l'Ordre mais il n'y aura jamais d'obligation de noblesse même si l'entrée dans l'Ordre est soumise à la justification des quartiers de noblesse, trop d'exceptions et de dispenses en témoignent comme le cas le plus connu de Caravage ; être chevalier hospitalier n'est pas une preuve de noblesse.

## Histoire
Chevalier hospitalier ou chevalier de l'Hôpital est un terme qui recouvre d'abord les chevaliers de l'Ordre lors de leur implantation en Terre sainte et qui est resté attaché à eux comme un terme générique quand la Terre sainte fut perdue et que l'ordre de Saint-Jean de Jérusalem s'installe à Rhodes puis à Malte. Ces moines-soldats portent alors le nom de chevalier de Rhodes après leur installation à Rhodes en 1310, et chevalier de Malte après leur installation à Malte en 1530.
Après avoir été chassés de Malte par Bonaparte, beaucoup retournent dans leur pays d'origine, une majorité des chevaliers restants se retrouvent autour de Paul Ier mais il ne prennent pas alors de nom spécifique. Les autres chevaliers retournèrent dans leurs commanderies nationales. Pour les chevaliers français, il ne pouvaient le faire, l'ordre de Saint-Jean de Jérusalem ayant été dissout par la France en 1791 et tous leurs biens confisqués en 1792. Le général Bonaparte s'était engagé à donner une solde à tous les chevaliers qui ne le suivaient pas dans sa campagne d'Égypte comme il avait doté le grand maître von Hompesch ; ils n'en virent jamais le premier sou.
Après son éclatement en ordres concurrents et lors de la reconstruction de l'Ordre, au travers de ce qui deviendra principalement l'ordre souverain militaire et hospitalier de Saint-Jean de Jérusalem, de Rhodes et de Malte, cet ordre n'est plus uniquement un ordre religieux et une hiérarchie s’établira petit à petit, dès 1936 avec l'approbation de différentes constitutions de l'Ordre, pour être officialisé lors de la création officielle de l'ordre souverain de Malte par l'approbation pontificale de la charte constitutionnelle en 1961. Il existe maintenant des chevaliers profès : les chevaliers de justice qui prononcent des vœux monastiques ; et des chevaliers laïcs, officialisés en 1961, qui ne prononcent pas de vœux.

## Habit des chevaliers hospitaliers
À la différence des Templiers, les Hospitaliers ne font pas de différences entre les chevaliers et les autres frères, l'habit est noir pour tous, et l'« habit rouge » de 1278, le surcot rouge à la croix latine blanche, qui vient du premier drapeau ou bannière institué par Raymond du Puy, est indistinctement porté par tous les combattants de l'Ordre, chevaliers, sergents d'armes, turcopoles et non l'habit distinctif des seuls chevaliers.

## Chevaliers et la Marine
L'ordre de Saint-Jean de Jérusalem, qui était à la fois religieux et militaire, possédait une flotte de guerre internationale qui assurait la police des mers en Méditerranée. Les frères qui avaient satisfait aux obligations de caravane (périodes de service à la mer) et qui prêtaient les vœux de l'Ordre obtenaient le grade de chevalier hospitalier. Mais beaucoup se contentaient de la formation à la mer pour intégrer ensuite, bien formés, leur marine nationale. L'ordre de Saint-Jean de Jérusalem fut un des ancêtres des écoles navales et principalement des Écoles navale française. L'Ordre a ainsi formé la plupart des capitaines de navires, officiers de marine et amiraux de la Marine française de guerre de Méditerranée.

## Sources
- Alain Demurger, Moines et Guerriers, les ordres religieux militaires au Moyen-Âge, éditions du Seuil, collection UE - L'Univers historique, Paris, dernière édition 2002
- Alain Demurger, Les Hospitaliers, de Jérusalem à Rhodes 1050-1317, Tallandier, Paris, 2013
- Bertrand Galimard Flavigny, Histoire de l'ordre de Malte, Perrin, Paris, 2006
- Desmond Seward, Les chevaliers de Dieu, les ordres religieux militaires de Moyen Âge à nos jours, Perrin, dernière édition 2008

- Sybille Ebert-Schifferer, Caravage, Paris, Hazan, 2009